# Woodstock der Blasmusik/Line-ups
Diese Liste umfasst eine Aufzählung an Bands, die am Woodstock der Blasmusik teilgenommen haben bzw. für die nächste Auflage angekündigt sind.
Die eingeklammerten Jahreszahlen beziehen sich auf den letzten Auftritt der Band.

## 2011 bis 2014
| Datum                     | Anz. | Line-up (Letzter Auftritt) |
| ------------------------- | ---- | --- |
| 30. Juni bis 3. Juli 2011 | 31   | Donnerstag, 30. Juni SoundInnBrass, Blaskapelle Ceska, First European Pep Band Freitag, 1. Juli Matterhorns, Trachtenmusikkapelle Oberalm, Dunajská kapela, Viera Blech, MaChlast, Vlado Kumpan und seine Musikanten, Die Innsbrucker Böhmische, Rainermusikanten Samstag, 2. Juli Musikkapelle Windhag, Musikatzen, Blaskapelle Vindemia, Azamat, Straubinger Volksfestmusikanten, Nürnberger Böhmische, Blaskapelle Tschecharanka, Grazer Spatzen, da Blechhauf’n, Global Kryner, LaBrassBanda, HMBC, Pro Solist’y Sonntag, 3. Juli Musikverein Kopfing, Krajovjanka, Scherzachtaler Blasmusik, Innviertler Wadlbeisser, Blaskapelle Makos, Blaskapelle Gloria, Die Mooskirchner |
| 28. Juni bis 1. Juli 2012 | 42   | Donnerstag, 28. Juni Blaskapelle Triwanka, Pro Brass, Dunajská kapela (2011), Fanfare Ciocărlia, Hot Pants Road Club, Grand Funk Orchestra, Bullhorns Freitag, 29. Juni Südtiroler Gaudimusikanten, Bodenseeperlen, Eichberger Brass Boys, Alpenbrass, maablosn, Faltenradio, Die Innsbrucker Böhmische (2011), da Blechhauf’n (2011), MaChlast (2011), Lungau Big Band, Blood, Sweat & Tears, Jackson Eleven feat. Eric Papilaya, Guadalajara & Big Band, Blassportgruppe, Russkaja Samstag, 30. Juni Mährische Freunde, Blaskapelle Judaska, Weinviertler Mährische Musikanten, Federspiel, Blaskapelle Tidirium, Alpenoberkrainer, Blaskapelle Tschecharanka (2011), Viera Blech (2011), Mnozil Brass, Global Kryner (2011), HMBC (2011), Ziehgäuner, Moop Mama Sonntag, 1. Juli TMK St. Georgen/Klaus, Blechsinn, Innviertler Wadlbeisser (2011), Kapelle Egerland, Alpenblech, Blaskapelle Gloria (2011), Rainermusikanten (2011) |
| 27. bis 30. Juni 2013     | 36   | Alpenblech (2012), Alpenlandler Musikanten, Blaskapelle Ceska (2011), Blaskapelle Drietomanka, Blaskapelle Gehörsturz, Blaskapelle Lublaska, Blech & Co, Blecharanka, Bullhorns (2012), Chistesalter Blasmusik, da Blechhauf’n (2012), Die Rainer, Die Schützenträger, Earth Wind & Fire Project, Egerländer Rebellen, eine kleine dorfMusik, Franz Posch & seine Innbrüggler, Global Kryner (2012), Heavy Tuba, The Horny Funk Brothers, Die Innsbrucker Böhmische (2012), Junge Pongauer Tanzlmusi, Kapelle Josef Menzl, Machlast (2012), Marshall Cooper, Millions of Dreads, Mistříňanka, Primus Brass, Pro Solist’y (2011), Südtiroler Tanzlmusig, Swiss Powerbrass, The Busters, Tower of Power, Viera Blech (2012), Vlado Kumpan und seine Musikanten (2011), Woodyblechpeckers |
| 26. bis 29. Juni 2014     | 37   | Donnerstag, 26. Juni Die Inntaler, Sašo Avsenik und seine Oberkrainer, Ernst Hutter & Die Egerländer Musikanten, Machlast (2013), Aara, Azamat (2011) Freitag, 27. Juni Pro Vas, Südtiroler Rifflblech, WüdaraMusi, Blaskapelle EBB, The King, Aureba, Viera Blech (2013), Blassportgruppe (2012), dunajská kapela (2012), HMBC (2012), Die Innsbrucker Böhmische (2013), Souljazz Orchestra, Pro Solist’y (2013) Samstag, 28. Juni Frienisberger Blasmusikanten, D’Gschamign, Franz Posch & seine Innbrüggler (2013), Musikatzen (2011), Grazer Spatzen (2011), Yamaha Trumpet Allstars, Federspiel (2012), da Blechhauf’n (2013), LaBrassBanda (2011), Kellerkommando, Tante Frieda, Traktorkestar Sonntag, 29. Juni Musikverein Rainbach feat. Lorenz Raab, Frank Metzger und die Jungen Böhmischen, Innviertler Wadlbeisser (2012), Kapelle Josef Menzl (2013), Timo Hieske und die Jungen Egerländer, Obernzeller Böhmische       |

## 2015 bis 2019
| Datum                     | Anz. | Line-up (Letzter Auftritt) |
| ------------------------- | ---- | --- |
| 25. bis 28. Juni 2015     | 54   | 6/8er G’spann, Alpenblech (2013), Karl Edelmann und seine Altbairische Musikanten, Beat ’n Blow, Blaskapelle Gloria (2012), Kapelle Josef Menzl (2014), Blaskapelle Wiederlich, Blechgschroa, Bradlberg Musig, Brauhaus Musikanten, Bullhorns (2013), D’Gschamign (2014), D’Raith Schwestern, da Blechhauf’n (2014), DelaDap, Dicht & Ergreifend, Die Bayerischen Löwen, Die Fexer, Die Fidelen Münchhäuser, Die Mooskirchner (2011), Die Rainer (2013), Django 3000, Erwin & Edwin, Fättes Blech, fihuspa, Gasterländer Musikanten, Haindling, HMBC (2014), Hot Pants Road Club (2012), Die Innsbrucker Böhmische (2014), Innviertler Wadlbeisser (2014), Jörg Bollin und das Mährische Feuer, Kinzbach Musikanten, Veselka und Ladislav Kubeš, Losamol, Lungau Big Band (2012), Machlast (2014), Michael Maier, Mistříňanka (2013), Moop Mama (2012), Mundwerk-Crew, Niederösterreich Musikanten, Philharmenka, Powerkryner, Pro Solist’y (2014), Quattro Poly, Quetschwork Family, Skolka, SoundInnBrass (2011), Tegernseer Tanzlmusi, The Heimatdamisch feat. Kinihasn, The Rats Are Back, Viera Blech (2014), Wellweag |
| 30. Juni bis 3. Juli 2016 | 77   | 5er-Gšpån, Alpenblech (2015), Alpenlandler Musikanten (2013), Aspacher Tridoppler, Berthold Schick und seine Allgäu6, Blaskapelle Charivari, Blaskapelle Pro Stany, Blues Bros. Corporation, Brasscode, Brassessoires, Bullhorns (2015), Burgenlandkapelle Robert Payer, Chisetaler Blaskapelle, da Blechhauf’n (2015), Dellnhauser Musikanten, DeSchoWieda, Die Bayerischen Löwen, Die Lungauer, DIE Q (:kju), Die Rainer (2015), Dirnei3, Django S., Don Bosco Musikanten, Dunajská kapela (2014), Egerländer 6, Ernst Hutter & die Egerländer Musikanten (2014), Erpfenbrass, Erwin & Edwin (2015), Eschenauer Tanzlmusi, Fäaschtbänkler, Franz Posch & seine Innbrüggler (2014), Hallgrafen Musikanten, HausRock Musikanten, Hazmat Modine, HMBC (2015), Die Innsbrucker Böhmische (2015), Innviertler Tanzlmusi, James Morrison, Jan Slabak & Moravanka, Kapelle Josef Menzl (2015), Keller Steff Big Band, Krammerer Sänger, LaBrassBanda (2014), Los Dos Y Companeros, MaChlast (2015), Marshall Cooper (2013), Mnozil Brass (2012), Musikkapelle Aschbach-Markt, Obermüller Musikanten, Offbeatfront, Orchestre Roger Halm, Perlseer Dirndl, Poxrucker Sisters, Pro Solist’y (2015), Rheinhessische Schoppenbläser, S’hüzane Blech, Shantel & Bucovina Club Orkestar, Soulsanity, Spritbuam, Steirische Streich, Südtiroler Gaudimusikanten (2012), Tegernseer Tanzlmusi (2015), The Dirty Boogie Orchestra, The Q, Thomas Gansch & die Egerländer Allstars, Thomas Gansch & Don Ellis Tribute Orch., Tschebberwooky, Unterbiberger Hofmusik, Viera Blech (2015), voixBrass, Waidhofner Buam, Wiesberger Dreigesang, Wilde Kerle, Windhager Dorfmusikanten, WüdaraMusi (2014), Xiberg Böhmische, Youngstars der Bauernkapelle Eberschwang |
| 29. Juni bis 2. Juli 2017 | 105  | 4blosn, 5’e hamma, 5er Blech, 6/8er G’spann (2015), Allen Vizzutti, Alpenblech (2016), Alpenlandler Musikanten (2016), Alpenoberkrainer (2012), Babaloda Brass Band, Berghammer Tanzlmusi, Big Band der Bundeswehr, BirnBaamBuam, Blaskapelle EBB (2014), Blaskapelle Gloria (2015), Blaskapelle Judaska (2012), Blaskapelle Junger Schwung, Blaskapelle MarchViertel, Blasmusik Lesanka, BlechTheater, Bosstrompetn Musi, Brassaranka, Brauhaus Musikanten (2015), Bullhorns (2016), Christoph Moschberger, da Blechhauf’n (2016), DeSchoWieda (2016), Dexico, Dezwa, Die 6 Kraxn, Die Bayerischen Löwen (2016), Die Brasserie, Die Buchgrabler, Die Hoagascht Böhmische, Die Holledauer Musikanten, Die kleine Egerländer Besetzung, Die Krauthäupl Musi, Die Rainer (2016), Die Stürmische Böhmische, Weiß’ngroana, Django S. (2016), DRDW / Da Rocka & da Waitler, Ebbser Kaiserklang, eine kleine dorfMusik (2013), Ernst Hutter & die Egerländer Musikanten (2016), Eskalation, Eurumer Banditen, Fäaschtbänkler (2016), Fättes Blech (2015), Federspiel (2014), Franz Posch & seine Innbrüggler (2016), German Brass, GibrassKa feat. Gebrüder Mühlleitner, Großstadt Boazn, Herta Bläst, Impala Ray, Die Innsbrucker Böhmische (2016), Innviertler Tanzlmusi (2016), Isartaler Hexen, James Morrison (2016), Jochberg Musikanten, Jonas & Sebastian, Jugendkapelle St. Martin / Ort im Innkreis, Junge Pongauer Tanzlmusi (2013), Kapelle Josef Menzl (2016), Keller Steff Big Band (2016), Kerschbam Zithermusi, Kinihasn (2015), Klarus-Blech, Lederhos’n Blech, Lenze & de Buam, Losamol (2015), Lucky Chops, MaChlast (2016), Millions of Dreads (2013), Moop Mama (2015), Mühlviertler Quintett, Musikatzen (2014), Musikministerium, Ned hoiwad Musi, PBP – Pleiten, Blech und Pannen, Pongau Power, Pro Solist’y (2016), Reiwa Buam, Rondstoa, Salzburger Saitenbläser, Saxroyal, Seven for Tea feat. Andie Gabauer, SoundInnBrass (2015) & Allen Vizzutti, Südtiroler Rifflblech (2014), Sunnseit Brass, Supervision, The Horny Funk Brothers (2013), The Rats Are Back (2015), Tower of Power Project, Trachtenkapelle Schildorn feat. Steven Mead, Tromposaund, Viera Blech (2016), Weinviertler Mährische Musikanten (2012), Wilde Kerle (2016), Woodstock Allstar Band, Woodyblechpeckers (2013), Wösblech Delüx, WüdaraMusi (2016), Yamaha Allstars |
| 28. Juni bis 1. Juli 2018 | 105  | 5er-Gšpån (2016), Adam Project, Alpenblech (2017), Alpenlandler Musikanten (2017), Blasensteiner, Blaskapelle Ceska (2013), Blaskapelle Drietomanka (2013), Blaskapelle Gehörsturz (2013), Blaskapelle Nord-Süd, Blech Bizarr, Blech Brass Brothers, Blechbixn, BlechReizPop, Blusnknepf, Bradlberg Musig (2015), Brass Department, Brassaranka (2017), Brassessoires (2016), Brauhaus Musikanten (2017), Brazilian Chill Out, Brodjaga Musi, Citoller Tanzgeiger, Copchase Brass XL, CubaBoarisch 2.0, d’Mehrblechan, da Blechhauf’n (2017), Dellnhauser Musikanten (2016), Die BöhMährischen, Die Fexer (2015), Die Goldrieder, Die Inntaler (2014), Die Odradn, Die Rainer (2017), Die Schwindligen 15, Wilde Kerle (2017), Die Z’sammgsuacht’n, DRDW / Da Rocka & da Waitler (2017), Dunajská kapela (2016), edelBlech, Ernst Hutter & die Egerländer Musikanten (2017), Erwin & Edwin (2016), European Tuba Power, Fäaschtbänkler (2017), Fanfare Ciocărlia (2012), Fättes Blech (2017), Fiva x JRBB, Fleischbeng Musi, Folkshilfe, Freigarten Blås, Froschenkapelle, Gewürztraminer und da gmischte Satz, Haagston Brass, Hallgrafen Musikanten (2016), Heavy Brass Connection, Hinterberger Böhmische, Hoizblech Musi, Die Innsbrucker Böhmische (2017), Innviertler Tanzlmusi (2017), Innviertler Wadlbeisser (2015), Innviertler Wirtshausmusi, Isartaler Hexen (2017), Kapelle So&So, Kein Aufwand, Kronwildkrainer, LaBrassBanda (2016), Lenze & de Buam (2017), Mach7, MaChlast (2017) feat. Andreas Martin Hofmeir, Maschanzker, Mission Böhmisch, Monobo Son, Musikatzen (2017), Musikkapelle Mehrnbach, Musikministerium (2017), Nockbrass, Pamstiddn Kings, Philharmenka (2015), Pro Solist’y, (2017), Querbeat, Rittner Klarinettnmusig, Rotofenmusi, Rüscherl Muse, Salzburg Land Big Band, Schnopsidee, Skolka (2015), Spanish Brass, Stallbergmusikanten, Steel & Copper, Südtiroler Tanzlmusig (2013), Swiss Army Big Band, Tegernseer Tanzlmusi (2016), The Baseballs & Woodstock Allstar Band (2017), The Heimatdamisch (2015), Tiroler Kirchtagmusig, Toskiringa Blechbradler, venusbrass, Viera Blech (2017), VöcklaBLECH, VoixxBradler, Wieseckmusi, WüdaraMusi (2017), Yasmo & Die Klangkantine, Ybbstola Blech, Ze Quaffeurz |
| 27. bis 30. Juni 2019     | 121  | 4kleemusig, 6erBLAS, Alpenblech (2018), Alpenlandler Musikanten (2018), AlpenVorlandPower, Andy Lee Lang, Aspacher Tridoppler (2016), BBBG feat. MAALO, Berghammer Tanzlmusi (2017), BirnBaamBuam (2017), Blaskapelle Blecharanka (2013), Blaskapelle SuSGe, Blech Brass Brothers (2018) & Beda mit Palme, Blech Cuvée, Blechblattler, BlechXpress, Blowing Doozy, Brass Against, Brass Buebe, BRO 7, Brotzeitmusi, Buena Banda, Bullhorns (2017), Bürgerkorpskapelle Regau, Canadian Brass, ClaRhapsodics, Colours of Brass, CubaBoarisch 2.0 (2018), d’Hoamatlandla, d’Hundskrippln, da Blechhauf’n (2018), da Weber Bene, Das Tirol Team, DeSchoWieda (2017), Die Bayerischen Löwen (2015), Die Brasserie (2017), Die Hopfenmusig, Die Niachtn, Die Odradn (2018), Die Pucher, Die Rainer (2018), Die Schürzenträger, Die Steirisch Böhmische, Die Steirische Streich, Die Z’sammgsuacht’n (2018), Django 3000 (2015), Dreiviertelblut, Ebbser Kaiserklang (2017), Echt Böhmisch, Edelhof Musikanten, eine kleine dorfMusik (2017), Ernst Hutter & die Egerländer Musikanten (2018), error 404 band not found, Fäaschtbänkler (2018), Faltenradio (2012), Flo&Co, Gankino Circus, Geschwister Kainzmaier, Goldbach Buam, Grenzlandbrass, Hallgrafen Musikanten (2018), Hartl Musi, Heavytones, Hohenaschauer Musikanten, Hoizknechtmusi, Die Innsbrucker Böhmische (2018), Innviertler Tanzlmusi (2018), Innviertler Wirtshausmusi (2018), Irrsdorfer Tanzlmusi, Jimmy and the Goofballs, Jörg Bollin und das Mährische Feuer (2015), Juvavum8, Kaiser Musikanten, Kapelle Josef Menzl (2017), Klostner 7er Partie, Kool & the Gang, Krautschädl, Kreischberg Musikanten, Kreuzwort, La Trocamba Matanusca, LadyKryner, MaChlast (2018), Margrets Musi, Marshall Cooper (2016), Most Pressers, MoZuluArt feat. Matthias Schorn, Muckasäck, Neukirchner Trachtenbradler, New York Gypsy All-Stars, Obikrainer, Planeta Trompeta vs. The Necronautics, Pongauer Sonntagsmusi, Pongauer Tanzlmusi, Poxrucker Sisters (2016), Red Bull Gstanzl Battle, Rheinhessische Schoppenbläser (2016), Rotofenmusi (2018), Sašo Avsenik und seine Oberkrainer (2014), Sax Royal, Scherzachtaler Blasmusik (2011), Schorn-Bande feat. Willi Resetarits, Skaver, Skolka (2018), Soul Kitchen Band, Southbrass, Steve ’n’ Seagulls & Woodstock Allstar Band (2018), Strawanzer Blasmusik, Stutzenmusi, Tegernseer Tanzlmusi (2018), Tschebberwooky (2016), Viera Blech (2018), VoixxBradler (2018), Weinviertler Mährische Musikanten (2017), Weiß’ngroana (2017), Wendi’s Böhmische Blasmusik, Wengerboch Musi, Werkskapelle Apfel, Windstreich Musikanten, Woodstock Musikanten, Woodstock Oberkrainer Mob, WüdaraMusi (2018) |

## 2020 bis 2024
| Datum                      | Anz. | Line-up (Letzter Auftritt) |
| -------------------------- | ---- | --- |
| 25. bis 28. Juni 2020      | 85   | Veranstaltung wegen der COVID-19-Pandemie abgesagt. Alpenblech (2019), Alpenlandler Musikanten (2019), Aretha Franklin Tribute, Balkan Boys, Bernhard Brassmann, Big Band der Bundeswehr (2017) feat. Alexander Wurz, Blaskapelle Alpenwind, Blaskapelle Drietomanka (2018), Blaskapelle EBB (2017), Blaskapelle Gehörsturz (2018), Blaskapelle Gloria (2017), Blaskapelle Karambolage, Blechsalat, Blusnknepf (2018), Bosstrompetn Musi (2017), Brassaranka (2018), Brasslufthamma, Brauhaus Musikanten (2018), Brodjaga Musi (2018), Broken Brass, Chisetaler Blaskapelle (2016), d’Hundskrippln (2019), da Blechhauf’n (2019), Die Brasserie (2019), Die Fexer (2018), Die fidelen Münchhäuser (2015), Die Inntaler (2018), Die kleine Egerländer Besetzung (2017), Die Mooskirchner (2015), Die Rainer (2019), Die Tanzgeiger (2018), Die Waidhofner, Dogehta Blech, Dunajská kapela (2018), Ernst Hutter & die Egerländer Musikanten (2019), Erwin & Edwin (2018), Fättes Blech (2018), Federspiel (2017), fihuspa (2015), German Brass (2017), Grenzwertig Böhmisch, Hallgrafen Musikanten (2019), Heavy Hoempa, Heilix Blechle, Herbert Pixner & the Italo Connection, Die Innsbrucker Böhmische (2019), Innviertler Tanzlmusi (2019), Innviertler Wadlbeisser (2018), Kaiser Musikanten (2019), Kapelle Josef Menzl (2019), Keller Steff Big Band (2017), Kellerkommando (2014), MaChlast (2019), Matakustix, Millions of Dreads (2017), Monobo Son (2018), Moop Mama (2017), Musikatzen (2018), Nils Landgren Funk Unit, Noisy Sunset, Orange Corporation, Woodstock Musikanten (2019), Postwirtmusi, PS:reloaded (2018), Querbeat (2018), Russkaja (2012), Sax Royal (2019), Schleidatrauma, Seehof Musi, Straubinger Volksfestmusikanten (2011), Südtiroler Tanzlmusig (2018), Swiss Powerbrass (2013), Tegernseer Tanzlmusi (2019), The Heimatdamisch (2018), The Schick Sisters feat. Woodstock Allstar Band, Tiroler Kirchtagmusig (2018), Veselka und Ladislav Kubeš (2015), Viera Blech (2019), Vlado Kumpan und seine Musikanten (2013), Weiß’ngroana (2019), Weißenbacher Tanzlmusi, Woodstock Allstar Band (2019), Woodstock Oberkrainer Mob (2019), Woodyblechpeckers (2017), WüdaraMusi (2019) |
| 1. bis 4. Juli 2021        | 86   | Veranstaltung wegen eines Unfalls abgesagt. Alpenblech (2019), Alpenlandler Musikanten (2019), Alpkan, Aretha Franklin Tribute, Balkan Boys, Bernhard Brassmann, Blaskapelle Drietomanka (2018), Blaskapelle EBB (2017), Blaskapelle Gehörsturz (2018), Blaskapelle Gloria (2017), Blaskapelle Karambolage, Blechsalat, Blusnknepf (2018), Bosstrompetn Musi (2017), Brassaranka (2018), Brodjaga Musi (2018), Broken Brass, Carnuntum Bradler, CubaBoarisch 2.0, d’Hoamatlandla (2019), d’Hundskrippln (2019), da Blechhauf’n (2019), Des kau da Wuascht sei, Die Brasserie (2019), Die Fexer (2018), Die Inntaler (2018), Die Mooskirchner (2015), Die Rainer (2019), Die Tanzgeiger (2018), Dogehta Blech, Dunajská kapela (2018), Ernst Hutter & die Egerländer Musikanten (2019), Erwin & Edwin (2018), Fäaschtbänkler (2019), Fättes Blech (2018), Federspiel (2017), fihuspa (2015), German Brass (2017), Grenzwertig Böhmisch, Hallgrafen Musikanten (2019), Heilix Blechle, Herbert Pixner & the Italo Connection, Herta Bläst (2017), Hitt’nmusi Lohnsburg, Die Innsbrucker Böhmische (2019), Innviertler Tanzlmusi (2019), Innviertler Wadlbeisser (2018), Kaiser Musikanten (2019), Kapelle Josef Menzl (2019), Keller Steff Big Band (2017), Kellerkommando (2014), MaChlast (2019), Matakustix, Mega Musikanten, Millions of Dreads (2017), Monobo Son (2018), Moop Mama (2017), Musikatzen (2018), Noisy Sunset, Orange Corporation, Woodstock Musikanten (2019), Postwirtmusi, PS:reloaded (2018), Russkaja (2012), Sax Royal (2019), Schleidatrauma, Seeblech, Seehof Musi, Straubinger Volksfestmusikanten (2011), Stutzenmusi (2019), Südtiroler Lausbuam, Südtiroler Tanzlmusig (2018), Tegernseer Tanzlmusi (2019), The Heimatdamisch (2018), Tiroler Kirchtagmusig (2018), Trumpf oder Kritisch Musi, Veselka und Ladislav Kubeš (2015), Viera Blech (2019), Vlado Kumpan und seine Musikanten (2013), Weinberger Böhmische, Weiß’ngroana (2019), Weißenbacher Tanzlmusi, Woodstock Oberkrainer Mob (2019), Woodstock Tuba Quartett, Woodyblechpeckers (2017), WüdaraMusi (2019) |
| 30. Juni bis 3. Juli 2022  | 113  | Alpenblech (2019), Alpenlandler Musikanten (2019), Alpkan, Aspacher Tridoppler (2019), Bal Merklez, Balkan Boys, Bernhard Brassmann, Black Stone Brass, Blaskapelle Alpenwind, Blaskapelle Ceska (2018), Blaskapelle Drietomanka (2018), Blaskapelle EBB (2017), Blaskapelle Gehörsturz (2018), Blaskapelle Gloria (2017), Blaskapelle Karambolage, Blech&White, Blechsalat, Blowing Doozy (2019), Blusnknepf (2018), Bosstrompetn Musi (2017), Brassaranka (2018), Brasslufthamma, Broken Brass, Buena Banda (2019), Caravaña Sun, Carnuntum Bradler, Chisetaler Blaskapelle (2016), d’Hoamatlandla (2019), d’Hundskrippln (2019), D’Original Roah-Raschler, da Blechhauf’n (2019), Des kau da Wuascht sei, DeSchoWieda (2019), Die Brasserie (2019), Die Fexer (2018), Die Inntaler (2018), Die kleine Egerländer Besetzung (2017), Die Rainer (2019), Die Schlenkerer, Dogehta-Blech, Dunajská kapela (2018), Ernst Hutter & die Egerländer Musikanten (2019), Erwin & Edwin (2018), Fäaschtbänkler (2019), Fättes Blech (2018), Federspiel (2017), Folkshilfe (2018), German Brass (2017), Grenzwertig Böhmisch, Heavy Brass Connection (2018), Heavy Hoempa, Heilix Blechle, Herta Bläst (2017), Hillsback Brassband, Hitt’nmusi Lohnsburg, Die Hopfenmusig (2019), IBO – Innviertler Böhmische, Die Innsbrucker Böhmische (2019), Innviertler Tanzlmusi (2019), Kaiser Musikanten (2019), Kapelle Gefällt Mir, Kapelle Josef Menzl (2019), Keller Steff Big Band (2017), Krone Kapelle Musikverein Vitis, LaBrassBanda (2018), MaChlast (2019), Mamas Soul Club, Mary Jane’s Soundgarden, Matakustix, Mega Musikanten, Monobo Son (2018), Moop Mama (2017), Musikatzen (2018), Noisy Sunset, Orange Corporation, Woodstock Musikanten (2019), Philharmenka (2018), Pongauer Tanzlmusi (2019), Postwirtmusi, PS:reloaded (2018), Querbeat (2018), Russkaja (2012), s’Knëdltrara, Saatbaun Musi, Sax Royal (2019), Schladl Musi, Schleidatrauma, Seeblech, Seehof Musi, Seewinkel Blech, Skolka (2019), Sound Gurus, Southbrass (2019), Stutzenmusi (2019), Südtiroler Lausbuam, Südtiroler Tanzlmusig (2018), Tegernseer Tanzlmusi (2019), The Heimatdamisch (2018), The Most Company, The Timberwolves, Tiroler Kirchtagmusig (2018), Trumpf oder Kritisch Musi, Veselka und Ladislav Kubeš (2015), Viera Blech (2019), Vlado Kumpan und seine Musikanten (2013), VoixxBradler (2019), Weiß’ngroana (2019), Weißenbacher Tanzlmusi, Woodstock Allstar Band (2019), Woodstock Oberkrainer Mob (2019), Woodstock Tuba Quartett, Woodyblechpeckers (2017), WüdaraMusi (2019) |
| 29. Juni bis 2. Juli 2023  | 130  | 306er Musi, 6er Gsponn, Berthold Schick und seine Allgäu6 (2016), Alpenblech (2022), Alpenlandler Musikanten (2022), Ausgfuxt, Blaskapelle Wiederlich (2015), Blech & Co (2013), Blech&White (2022), Blechschaden, Blühnberg Musi, BradlBerg Musig (2018), Brassaranka (2022), BRASSers, Brassessoires (2018), Brauhaus Musikanten (2018), Brodjaga Musi (2018), Burgenlandkapelle Robert Payer (2016), CNSB, CubaBoarisch 2.0 (2019), d’Hoamatlandla (2022), d’Junge Wenger Tanzlmusi – JWT, da Blechhauf’n (2022), Der Harte Kern, DeSchoWieda (2022), Desperate Brasswives, Die 7er Partie, Die Fexer (2022), Die kleine Egerländer Besetzung (2022), Die Lungauer (2016), Die Mooskirchner (2015), Die Niachtn (2019), Die Ruam Buam, Die Schlanzer, Die Schlenkerer (2022), Die Tanzgeiger (2018), Django 3000 (2019), Dunajská kapela (2022), Egeranka, Egerländer meets Burgenländer, Egerländer6, eine kleine dorfMusik (2019), Ernst Hutter & die Egerländer Musikanten (2022), Eschenauer Tanzlmusi (2016), Fäaschtbänkler (2022), Fättes Blech (2022), Fenzl & Bäänd, Flochgau Blech, Folkshilfe (2022), Franz Posch & seine Innbrüggler (2017), Freigarten Blås (2018), Göllwurz’n Musi, Greim Brass, GrenzWertig, Haagston Brass (2018), Hallgrafen Musikanten (2019), Happaranka, Hot Pants Road Club (2015), Hubertus Musikanten, Die Innsbrucker Böhmische (2022), Innviertler Klarinettnmusi, Blaskapelle Junger Schwung (2017), Juvavum8 (2019), Kaiser Musikanten (2022), Kapelle Gefällt Mir (2022), Kapelle So&So (2018), Keller Steff Big Band (2022), Krone Kapelle Trachtenmusikapelle Eben, Michael Klostermann und seine Musikanten, Lapaloma Boys, Lenze & de Buam (2018), Loawänd Tanzlmusig, Lucky Chops (2017), MaChlast (2022), MaKatsch-Musi, mardermusi, Mooswiesner Tanzlmusi, moritz&co, Musikantenkommune, Nora und Peter Mayer, Nord-Süd-Ost Böhmische, Obermüller Musikanten (2016), Oberwind, Obikrainer (2019), Oimara mit Band, Pagger Buam, Pegel Soot, Pongauer Tanzlmusi (2022), Poxrucker Sisters (2019), PS:reloaded (2022), Querbeat (2022), Quintett-tere-tää, Rex Quintett, Rossbrond Musikanten, s’Knëdltrara (2022), Saatbaun Musi (2022), Sašo Avsenik und seine Oberkrainer (2019), Scherzachtaler Blasmusik (2019), Schlapfn 7, Schülcherleitnmusi, Sibner Partie, Southbrass (2022), Strawanza Musi, Sunnwendmusi, Tanzig, Taste of Brass, Tegernseer Tanzlmusi (2022), The Hopfenswingers, Thomas Gansch (2016) & Blasmusik Supergroup, Tiroler Kaiserjägermusik, Too Many Zooz, Tumult, Urner Musi, Viehweid’6, Viera Blech (2022), Virginia Blos, Vlado Kumpan und seine Musikanten (2022), VoixxBradler (2022), Weinberger Böhmische, Weißbachseer Tanzlmusi, Woodstock Musikanten (2022), Woodstock Oberkrainer Mob (2022), Woodstock Tuba Quartett (2022), Woodyblechpeckers (2022), Woutl Musi, WüdaraMusi (2022), Ybbstola Blech (2018), ZamQuetscht, Zeitlang Musi & Gsang                                                                               |
| 27. Juni bis 30. Juni 2024 | 135  | 5fürEva, absolutBlech, alpdudler, Alpenblech (2023), Alpenlandler Musikanten (2023), Austro Brazil Connection, Aut of Orda, Balkan Paradise Orchestra, Berghammer Tanzlmusi (2019), Berthold Schick und seine Allgäu6 (2023), Blaskapelle Drietomanka (2022), Blaskapelle Gehörsturz (2022), Blaskapelle Nord-Süd (2018), Blechbeat7, Bluatschink, Böhmische Freunde, Bojanska, Bosstrompetn Musi (2022), Bradlberg Musig (2023), Brassaranka (2023), BrassBand OberÖsterreich, BruckZuckMusi, Buena Banda (2022), Chemietuttn, Citoller Tanzgeiger (2018), CubaBoarisch 2.0 (2023), d’Junge Wenger Tanzlmusi (2023), da Blechhauf’n (2023), De boarische Bris, Die Bembel Musikanten, Die Brasserie (2022), Die Bremser, Die Fexer (2023), Die Innsbrucker Böhmische (2023), Die Inntaler (2022), Die Pagger Buam (2023), Die Schlenkerer (2023), Die Waidhofner, Die Zieltol-Böhmische, Die kleine Egerländer Besetzung (2023), Duanix Musi, Ebbser Kaiserklang (2019), Egeranka (2023), Egerländer und Oberkrainer, Eschenauer Tanzlmusi (2023), Fanfare Ciocărlia (2018), Flotte Musi, folkshilfe (2023), Franz Posch & seine Innbrüggler (2023), Freigarten Blås (2023), Gankino Circus (2019), GebrüdErEr&Er, GipfelBlech, Glueboys, Gstrich’n Vui, Hausverstond, Herbert Pixner & The Italo Connection, Herta Bläst (2022), Holza, Hot Potato Band, Hungarian Brass, Innviertler Klarinettnmusi (2023), Jack Russels Halsbänd, Juvavum8 (2023), Kaiser Musikanten (2023), Kapelle Gefällt Mir (2023), Kapelle So&So (2023), Kellerkommando (2014), Kellerstöckl Musi, Klostermanns Musikanten (2023), Köllakuchlmusi, Kremstal Blech, Krone Kapelle Musikkapelle Thurn, Kronwildkrainer (2018), Laa’Gschatz Musi, Veselka und Ladislav Kubeš (2022), Mach7 (2018), MaChlast (2023), Magic Brass Vienna, Maschlmusig, Mega Musikanten (2022), Mehrnblechan, Menzl XXL (2022), Militärmusik Oberösterreich, Mistříňanka (2015), Moop Mama X Älice, Most Pressers (2019), Musibanda Gramüposcha, Musikantenkommune (2023), Musikatzen (2022), Nirosta Tanzlmusig, NischlMusi, Nord-Süd-Ost Böhmische (2023), Oberkrainer Power, Oimsummamusi, Panzlmusig, Philipp Lingg & Band, Postwirtmusi (2022), Pro Brass (2012), Quattro Poly (2015), Ringlstetter & Band, s’Knëdltrara (2023), Saustoimusi, Sax Royal (2022), Schallmooser Buam, Schikk, Schnopsidee (2018), Seeblech (2022), SOS Musi, Southbrass (2023), Strawanzer Blasmusik (2019), Sunnseit Brass (2017), Sunnwendmusi (2023), Swiss Powerbrass (2013), Tegernseer Tanzlmusi (2023), The BossHoss, The Hopfenswingers (2023), The Lettners Combo, Tom & Basti, Vienna Brass Connection, Viera Blech (2023), voixBrass (2016), VoixxBradler (2023), Volldampfblech, Vorlewanka, Wäldar Buromusig, Weinviertler Mährische Musikanten (2019), Weiß’ngroana (2022), Weißenbacher Tanzlmusi (2022), Woodstock Allstar Band (2022), Woodstock Oberkrainer Mob (2023), Woodyblechpeckers (2023), WüdaraMusi (2023), Ybbstaler Böhmische, Zillertaler Tanzlmusig |

## Seit 2025
| Datum                      | Anz. | Line-up (Letzter Auftritt) |
| -------------------------- | ---- | --- |
| 26. Juni bis 29. Juni 2025 | 139  | 3/4 Musikanten, 4a Gsponn, 4kleemusig (2019), 5er Blech (2017), 5er-Gšpån (2018), 6er Gsponn (2023), Äff-tam-tam – Musikanten, Äigridschn Muse, Alpenblech (2024), Alpenlandler Musikanten (2024), AltBadSeer Musi, Außergebirg Musikanten, Berthold Schick und seine Allgäu6 (2024), Blaskapelle Ceska (2022), Blaskapelle Plechadrevo, Blaskapelle Tidirium (2012), Blech&White (2023), BlechXpress (2019), Bluatschink (2024), BradlBerg Musig (2024), Brassaranka (2024), Brodjaga Musi (2023), BruckZuck Musi (2024), Brässluft, Brünndlmusig, Candlelight Ficus, da Blechhauf’n (2024), DeSchoWieda (2023), Die 12 Mährischen, Die Fexer (2024), Die Hoagis, Die Hopfenmusig (2022), Die Innsbrucker Böhmische (2024), Die jungen Mundewurz’n, Die kleine Egerländer Besetzung (2024), Die kleine Oktoberfest Besetzung, Die Kraxn, Die Niachtn (2023), Die Pagger Buam (2024), Die Schlenkerer (2024), Die Stommtischar mit Fara, Die stürmische Böhmische (2017), Die Turboländer, DJ Ötzi feat. Woodstock Allstar Band, d’Hoamatlandla (2023), d’Hundskrippln (2022), Dunajská kapela (2022), Egeranka (2024), eine kleine dorfMusik (2023), Ensemble Alte Liebe, Ernst Hutter & die Egerländer Musikanten (2023), Erotik Echo Ebenau, Erwin & Edwin (2022), Eschenauer Tanzlmusi (2024), European Tuba Power (2018), Fäaschtbänkler (2023), FAM, Federspiel (2022), Flo&Co (2019), Flochgau Blech (2023), Flotte Musi (2024), Franz Posch & seine Innbrüggler (2024), Freintalwirtschoft, Geigenmusi Kiesenhofer, Glueboys (2024), Gschickt, Guadalajara, Hallgrafen Musikanten (2023), Hecki Trio, Hitt’nmusi Lohnsburg (2022), Hutter Family & Friends, Innviertler Klarinettnmusi (2024), JF jungfidelen, Juvavum8 (2024), Kaiser Musikanten (2024), Kapelle der Kapellmeister, Kapelle Gefällt Mir (2024), Kapelle Josef Menzl (2022), Kapelle Kaiserschmarrn, Keller Steff Big Band (2023), Klanghoiz, Knallblech, Köllakuchlmusi (2024), Kreuzberg Blos, Krone Kapelle Trachtenmusikkapelle St. Koloman, Kronwildkrainer (2024), Lenze & de Buam (2023), Louie’s Cage Percussion, MaChlast (2024), MaddaBrassKa, Michael Maier und seine Blasmusikfreunde, Militärmusik Oberösterreich (2024), Mißebner Trio, Muckasäck (2019), Musikatzen (2024), Nora und Peter Mayer (2023), Nord-Süd-Ost Böhmische (2024), Nürnberger Wirtshausmusi, Oberkrainer Power (2024), Obermüller Musikanten (2023), Oisdånn, Onkel Bazi Orchester, Perlseer Musi & Gsang, Pongau Power (2017), Pongauer Tanzlmusi (2023), Querbeat (2023), Rifflblech (2017), Rossbrond Musikanten (2023), Sašo Avsenik und seine Oberkrainer (2023), Schäbyschigg, Schnopsidee (2024), Seven Blech Army, SiSN, Southbrass (2024), Steirische Landmusi, Strawanza Musi (2023), Sturm & Klang, Sunnseit Brass (2024), Tanngrindler Musikanten, Tanzlmafia, Tanzlmusi Weiß-Siaß, Tegernseer Tanzlmusi (2024), The Heimatdamisch (2022), The Hopfenswingers (2024), Thomas Gansch & Blasmusik Supergroup (2023), Troglauer, Viera Blech (2024), Viererlei, Vlado Kumpan und seine Musikanten (2023), Vorlewanka (2024), Walter Bankhammer und die Niederalmer, Weinviertler Mährische Musikanten (2024), Wengerboch Musi (2019), WinTaStad, Woodstock Allstar Band feat. Martin & Ernst Hutter, Woodstock Musikanten (2023), Woodstock Tuba Quartett feat. Ernst Hutter, WüdaraMusi (2024), Zwangslos Tanzlmusi |

## Anzahl an Auftritten
In der folgenden Tabelle sind alle Bands aufgeführt, die mehr als zwei Mal auf dem Festival aufgetreten sind (Stand 4. Juli 2025):
| Anz. | Band (Auftritte in den Vorjahren) |
| ---- | --- |
| 13   | da Blechhauf’n (2011–2019, 2022–2025), Die Innsbrucker Böhmische (2011–2019, 2022–2025), MaChlast (2011–2019, 2022–2025), Viera Blech (2011–2019, 2022–2025) |
| 11   | Alpenblech (2012, 2013, 2015–2019, 2022–2025) |
| 9    | Alpenlandler Musikanten (2013, 2016–2019, 2022–2025), Ernst Hutter & die Egerländer Musikanten (2014, 2016–2019, 2022–2025), WüdaraMusi (2014, 2016–2019, 2022–2025), PS:reloaded (2011, 2013–2018, 2022, 2023) |
| 8    | Dunajská kapela (2011, 2012, 2014, 2016, 2018, 2022, 2023, 2025), Kapelle Josef Menzl (2013–2017, 2019, 2022, 2025), Tegernseer Tanzlmusi (2015, 2016, 2018, 2019, 2022–2025) |
| 7    | Fäaschtbänkler (2016–2019, 2022, 2023, 2025), Franz Posch & seine Innbrüggler (2013, 2014, 2016, 2017, 2023–2025), Musikatzen (2011, 2014, 2017, 2018, 2022, 2024, 2025) |
| 6    | Brassaranka (2017, 2018, 2022–2025), Bullhorns (2012, 2013, 2015–2017, 2019), DeSchoWieda (2016, 2017, 2019, 2022, 2023, 2025), Die Fexer (2015, 2018, 2022–2025), Die Rainer (2011, 2013, 2015–2017, 2019) |
| 5    | Blaskapelle Ceska (2011, 2013, 2018, 2022, 2025), Blaskapelle Gloria (2011, 2012, 2015, 2017, 2022), BradlBerg Musig (2015, 2018, 2023–2025), Die kleine Egerländer Besetzung (2017, 2022–2025), eine kleine dorfMusik (2013, 2017, 2019, 2023, 2025), Erwin & Edwin (2015, 2016, 2018, 2022, 2025), Fättes Blech (2015, 2017, 2018, 2022, 2023), Federspiel (2012, 2014, 2017, 2022, 2025), Hallgrafen Musikanten (2016, 2018, 2019, 2023, 2025), HMBC (2011, 2012, 2014–2016), Innviertler Tanzlmusi (2016–2019, 2022), Innviertler Wadlbeisser (2011, 2012, 2014, 2015, 2018), Kaiser Musikanten (2019, 2022–2025), Keller Steff Big Band (2016, 2017, 2022, 2023, 2025), LaBrassBanda (2011, 2014, 2016, 2018, 2022), Southbrass (2019, 2022–2025), Vlado Kumpan und seine Musikanten (2011, 2013, 2022, 2023, 2025), Weinviertler Mährische Musikanten (2012, 2017, 2019, 2024, 2025), Woodyblechpeckers (2013, 2017, 2022–2024) |
| 4    | Moop Mama (2012, 2015, 2017, 2022), Skolka (2015, 2018, 2019, 2022), Brauhaus Musikanten (2015, 2017, 2018, 2023), VoixxBradler (2018, 2019, 2022, 2023), Blaskapelle Gehörsturz (2013, 2018, 2022, 2024), Blaskapelle Drietomanka (2013, 2018, 2022, 2024), The Heimatdamisch (2015, 2018, 2022, 2025), Die Brasserie (2017, 2019, 2022, 2024), Weiß’ngroana (2017, 2019, 2022, 2024), d’Hoamatlandla (2019, 2022, 2023, 2025), Folkshilfe (2018, 2022–2024), Lenze & de Buam (2017, 2018, 2023, 2025), Pongauer Tanzlmusi (2019, 2022, 2023, 2025), Poxrucker Sisters (2016, 2019, 2023, 2025), Querbeat (2018, 2022, 2023, 2025), Woodstock Musikanten (2019, 2022, 2023, 2025), Woodstock Oberkrainer Mob (2019, 2022–2024), Berthold Schick und seine Allgäu6 (2016, 2023–2025), Die Schlenkerer (2022–2025), Eschenauer Tanzlmusi (2016, 2023–2025), Juvavum8 (2019, 2023–2025), Sašo Avsenik und seine Oberkrainer (2014, 2019, 2023, 2025) |
| 3    | SoundInnBrass (2011, 2015, 2017), Global Kryner (2011–2013), Marshall Cooper (2013, 2016, 2019), Südtiroler Tanzlmusig (2013, 2018, 2022), Die Inntaler (2014, 2022, 2024), Blaskapelle EBB (2014, 2017, 2022), Die Mooskirchner (2011, 2015, 2023), Hot Pants Road Club (2012, 2015, 2023), Scherzachtaler Blasmusik (2011, 2019, 2023), Wilde Kerle (2016–2018), Aspacher Tridoppler (2016, 2019, 2022), Brassessoires (2016, 2018, 2023), Freigarten Blås (2018, 2023, 2024), Kapelle So&So (2018, 2023, 2024), s’Knëdltrara (2022–2024), Die Pagger Buam (2023–2025), Die Niachtn (2019, 2023, 2025), Kellerkommando (2014, 2024, 2025), Mistříňanka (2013, 2015, 2024), Django 3000 (2015, 2019, 2023), 5er-Gšpån (2016, 2018, 2025), Blech&White (2022, 2023, 2025), Brodjaga Musi (2018, 2023, 2025), d’Hundskrippln (2019, 2022, 2025), Die Hopfenmusig (2019, 2022, 2025), Egeranka (2023–2025), Kronwildkrainer (2018, 2024, 2025), Innviertler Klarinettnmusi (2023–2025), Klostermanns Musikanten (2023–2025), Nord-Süd-Ost Böhmische (2023–2025), Obermüller Musikanten (2016, 2023, 2025), Rifflblech (2014, 2017, 2025), Schnopsidee (2018, 2024, 2025), Sunnseit Brass (2017, 2024, 2025), The Hopfenswingers (2023–2025), Thomas Gansch (2016, 2023, 2025) |